# Discographie d'Adele
Pour un article plus général, voir Adele.
La discographie de la chanteuse britannique Adele se compose de quatre albums studio, deux EP et dix-huit singles.
Elle connaît le succès dès son premier album, 19, sorti en 2008, mais c'est avec son deuxième album, 21, qu'elle devient une star planétaire : sorti en 2011, celui-ci se vend à plus de 31 millions d'exemplaires, porté par les titres Rolling in the Deep, Someone like You et Set Fire to the Rain, qui se classent numéro 1 dans plusieurs pays. En 2012, elle interprète Skyfall, la bande originale d'un volet de James Bond, et connaît un nouveau succès mondial.
Ses albums suivants, 25 (2015) et 30 (2021), se classent à leur tour à la première places des ventes dans la plupart des pays, tout comme les singles Hello et Easy on Me.

## Albums

### Albums studio
| Album                                | Classements | Classements | Classements | Classements | Classements | Classements | Classements | Classements | Classements | Classements | Classements | Classements | Classements | Classements | Classements | Classements | Certifications                                                                | Ventes mondiales |
| Album                                | É-U         | CAN         | R-U         | IRL         | FRA         | ESP         | ITA         | SUI         | BE/W        | BE/F        | P-B         | ALL         | AUT         | SUE         | AUS         | N-Z         | Certifications                                                                | Ventes mondiales |
| ------------------------------------ | ----------- | ----------- | ----------- | ----------- | ----------- | ----------- | ----------- | ----------- | ----------- | ----------- | ----------- | ----------- | ----------- | ----------- | ----------- | ----------- | ----------------------------------------------------------------------------- | ---------------- |
| 19 - Label : XL Recordings, Columbia | 4           | 18          | 1           | 2           | 15          | 5           | 20          | 15          | 38          | 9           | 1           | 15          | 29          | 11          | 3           | 3           | : 3x Platine : 4x Platine : 8x Platine : Platine : 2x Platine                 | 8 500 000        |
| 21 - Label : XL Recordings, Columbia | 1           | 1           | 1           | 1           | 1           | 2           | 1           | 1           | 1           | 1           | 1           | 1           | 1           | 1           | 1           | 1           | : 14x Platine : 2x Diamant : 18x Platine : Diamant : 8x Platine : 17x Platine | 31 000 000       |
| 25 - Label : XL Recordings, Columbia | 1           | 1           | 1           | 1           | 1           | 1           | 1           | 1           | 1           | 1           | 1           | 1           | 1           | 1           | 1           | 1           | : 11x Platine : Diamant : 13x Platine : Diamant : 6x Platine : 10x Platine    | 23 500 000       |
| 30 - Label : Columbia, Melted Stone  | 1           | 1           | 1           | 1           | 1           | 1           | 2           | 1           | 2           | 1           | 1           | 1           | 1           | 1           | 1           | 1           | : 3x Platine : Platine : 2x Platine : 3x Platine : Platine : Platine          | 5 400 000        |

### Album vidéo
| Album                                                 | Classements                                                            | Classements                                                            | Classements                                                            | Classements                                                            | Classements                                                            | Classements                                                            | Classements                                                            | Classements                                                            | Classements                                                            | Classements                                                            | Classements                                                            | Classements                                                            | Classements                                                            | Classements                                                            | Classements                                                            | Classements                                                            | Certifications | Ventes mondiales |
| Album                                                 | É-U                                                                    | CAN                                                                    | R-U                                                                    | IRL                                                                    | FRA                                                                    | ESP                                                                    | ITA                                                                    | SUI                                                                    | BE/W                                                                   | BE/F                                                                   | P-B                                                                    | ALL                                                                    | AUT                                                                    | SUE                                                                    | AUS                                                                    | N-Z                                                                    | Certifications | Ventes mondiales |
| ----------------------------------------------------- | ---------------------------------------------------------------------- | ---------------------------------------------------------------------- | ---------------------------------------------------------------------- | ---------------------------------------------------------------------- | ---------------------------------------------------------------------- | ---------------------------------------------------------------------- | ---------------------------------------------------------------------- | ---------------------------------------------------------------------- | ---------------------------------------------------------------------- | ---------------------------------------------------------------------- | ---------------------------------------------------------------------- | ---------------------------------------------------------------------- | ---------------------------------------------------------------------- | ---------------------------------------------------------------------- | ---------------------------------------------------------------------- | ---------------------------------------------------------------------- | -------------- | ---------------- |
| Live at the Royal Albert Hall - Label : XL Recordings | Non classé dans la plupart des Tops Albums car considéré comme un DVD. | Non classé dans la plupart des Tops Albums car considéré comme un DVD. | Non classé dans la plupart des Tops Albums car considéré comme un DVD. | Non classé dans la plupart des Tops Albums car considéré comme un DVD. | Non classé dans la plupart des Tops Albums car considéré comme un DVD. | Non classé dans la plupart des Tops Albums car considéré comme un DVD. | Non classé dans la plupart des Tops Albums car considéré comme un DVD. | Non classé dans la plupart des Tops Albums car considéré comme un DVD. | Non classé dans la plupart des Tops Albums car considéré comme un DVD. | Non classé dans la plupart des Tops Albums car considéré comme un DVD. | Non classé dans la plupart des Tops Albums car considéré comme un DVD. | Non classé dans la plupart des Tops Albums car considéré comme un DVD. | Non classé dans la plupart des Tops Albums car considéré comme un DVD. | Non classé dans la plupart des Tops Albums car considéré comme un DVD. | Non classé dans la plupart des Tops Albums car considéré comme un DVD. | Non classé dans la plupart des Tops Albums car considéré comme un DVD. |                |                  |

### EP
| Album                                                                            | Classements | Classements | Classements | Classements | Classements | Classements | Classements | Classements | Classements | Classements | Classements | Classements | Classements | Classements | Classements | Classements | Certifications | Ventes mondiales |
| Album                                                                            | É-U         | CAN         | R-U         | IRL         | FRA         | ESP         | ITA         | SUI         | BE/W        | BE/F        | P-B         | ALL         | AUT         | SUE         | AUS         | N-Z         | Certifications | Ventes mondiales |
| -------------------------------------------------------------------------------- | ----------- | ----------- | ----------- | ----------- | ----------- | ----------- | ----------- | ----------- | ----------- | ----------- | ----------- | ----------- | ----------- | ----------- | ----------- | ----------- | -------------- | ---------------- |
| iTunes Live from SoHo - Label : XL Recordings                                    | 105         | -           | -           | -           | -           | -           | -           | -           | -           | -           | -           | -           | -           | -           | -           | -           |                |                  |
| iTunes Festival : London 2011 - Sortie : 14 juillet 2011 - Label : XL Recordings | 50          | -           | 74          | 45          | 112         | -           | -           | -           | -           | -           | -           | -           | -           | -           | -           | -           |                |                  |

## Singles

### Années 2000
| Année | Single                                       | Classements | Classements | Classements | Classements | Classements | Classements | Classements | Classements | Classements | Classements | Classements | Classements | Classements | Classements | Classements | Classements | Album      |
| Année | Single                                       | É-U         | CAN         | R-U         | IRL         | FRA         | ESP         | ITA         | SUI         | BE/W        | BE/F        | P-B         | ALL         | AUT         | SUE         | AUS         | N-Z         | Album      |
| ----- | -------------------------------------------- | ----------- | ----------- | ----------- | ----------- | ----------- | ----------- | ----------- | ----------- | ----------- | ----------- | ----------- | ----------- | ----------- | ----------- | ----------- | ----------- | ---------- |
| 2007  | Hometown Glory                               | -           | -           | 19          | 78          | 51          | -           | -           | -           | -           | -           | 86          | -           | -           | -           | -           | -           | 19         |
| 2008  | Chasing Pavements                            | 21          | 28          | 2           | 7           | 180         | -           | 7           | -           | 21          | 10          | 3           | 46          | 56          | 37          | -           | -           | 19         |
| 2008  | Cold Shoulder                                | -           | -           | 18          | -           | -           | -           | -           | -           | -           | -           | 68          | -           | -           | -           | -           | -           | 19         |
| 2008  | Make You Feel My Love                        | -           | -           | 4           | 5           | -           | -           | -           | -           | -           | -           | 1           | -           | -           | 44          | -           | -           | 19         |
| 2009  | Water and a Flame (avec Daniel Merriweather) | -           | -           | -           | -           | -           | -           | -           | -           | -           | -           | -           | -           | -           | -           | -           | -           | Love & War |

### Années 2010
| Année | Single                           | Classements | Classements | Classements | Classements | Classements | Classements | Classements | Classements | Classements | Classements | Classements | Classements | Classements | Classements | Classements | Classements | Album   |
| Année | Single                           | É-U         | CAN         | R-U         | IRL         | FRA         | ESP         | ITA         | SUI         | BE/W        | BE/F        | P-B         | ALL         | AUT         | SUE         | AUS         | N-Z         | Album   |
| ----- | -------------------------------- | ----------- | ----------- | ----------- | ----------- | ----------- | ----------- | ----------- | ----------- | ----------- | ----------- | ----------- | ----------- | ----------- | ----------- | ----------- | ----------- | ------- |
| 2010  | Rolling in the Deep              | 1           | 1           | 2           | 2           | 3           | 5           | 1           | 1           | 1           | 1           | 1           | 1           | 3           | 11          | 3           | 3           | 21      |
| 2011  | Someone like You                 | 1           | 2           | 1           | 1           | 1           | 4           | 1           | 1           | 1           | 2           | 2           | 4           | 2           | 3           | 1           | 1           | 21      |
| 2011  | Set Fire to the Rain             | 1           | 2           | 11          | 6           | 9           | 24          | 3           | 4           | 1           | 1           | 1           | 6           | 5           | 13          | 11          | 8           | 21      |
| 2011  | Rumour Has It                    | 16          | 16          | 85          | 71          | 172         | -           | -           | -           | -           | 46          | 52          | 68          | 26          | -           | 69          | -           | 21      |
| 2011  | Turning Tables                   | 63          | 60          | 62          | -           | -           | -           | 8           | -           | -           | -           | 45          | 85          | -           | -           | 34          | -           | 21      |
| 2012  | Skyfall                          | 8           | 3           | 2           | 1           | 1           | 4           | 1           | 1           | 1           | 1           | 1           | 1           | 2           | -           | 5           | 2           | Skyfall |
| 2015  | Hello                            | 1           | 1           | 1           | 1           | 1           | 1           | 1           | 1           | 1           | 1           | 1           | 1           | 1           | 1           | 1           | 1           | 25      |
| 2016  | When We Were Young               | 14          | 9           | 9           | 12          | 15          | 54          | -           | 5           | 22          | 6           | 24          | 29          | 11          | 16          | 13          | 23          | 25      |
| 2016  | Send My Love (To Your New Lover) | 8           | 10          | 5           | 7           | 45          | 65          | 40          | 18          | 3           | 4           | 32          | 31          | 14          | 28          | 13          | 4           | 25      |
| 2016  | Water Under the Bridge           | 26          | 37          | 39          | 27          | 56          | -           | -           | 77          | 25          | 10          | 71          | 80          | 42          | 74          | 23          | 15          | 25      |

### Années 2020
| Année | Single       | Classements | Classements | Classements | Classements | Classements | Classements | Classements | Classements | Classements | Classements | Classements | Classements | Classements | Classements | Classements | Classements | Album |
| Année | Single       | É-U         | CAN         | R-U         | IRL         | FRA         | ESP         | ITA         | SUI         | BE/W        | BE/F        | P-B         | ALL         | AUT         | SUE         | AUS         | N-Z         | Album |
| ----- | ------------ | ----------- | ----------- | ----------- | ----------- | ----------- | ----------- | ----------- | ----------- | ----------- | ----------- | ----------- | ----------- | ----------- | ----------- | ----------- | ----------- | ----- |
| 2021  | Easy on Me   | 1           | 1           | 1           | 1           | 2           | 12          | 1           | 1           | 1           | 1           | 1           | 1           | 1           | 1           | 1           | 1           | 30    |
| 2021  | Oh My God    | 5           | 8           | 2           | 3           | 48          | 38          | 62          | 7           | 2           | 12          | 6           | 24          | 17          | 2           | 6           | 4           | 30    |
| 2022  | I Drink Wine | 18          | 10          | 4           | 5           | 81          | 95          | 81          | -           | -           | -           | 30          | -           | -           | 10          | 10          | 7           | 30    |

## Clips vidéo
| Année | Titre                            | Réalisateur       |
| ----- | -------------------------------- | ----------------- |
| 2008  | Chasing Pavements                | Mathew Cullen     |
| 2008  | Cold Shoulder                    | Phil Griffin      |
| 2008  | Hometown Glory                   | Rocky Schenck     |
| 2008  | Make You Feel My Love            | Matt Kirkby       |
| 2010  | Rolling in the Deep              | Sam Brown         |
| 2011  | Someone like You                 | Jake Nava         |
| 2015  | Hello                            | Xavier Dolan      |
| 2016  | Send My Love (To Your New Lover) | Patrick Daughters |
| 2021  | Easy on Me                       | Xavier Dolan      |
| 2022  | Oh My God                        | Sam Brown         |
| 2022  | I Drink Wine                     | Joe Talbot        |